# Punta Armonía
La punta Armonía es un cabo libre de hielo que se encuentra al oeste de la caleta Armonía y forma el extremo occidental de la isla Nelson, en las islas Shetland del Sur de la Antártida.
Su topografía es ondulada, llegando a 40 metros de altitud. También posee muchos arroyos. Al este se encuentra la cercana punta Inca.

## Historia y toponimia
Fue cartografiada aproximadamente por los balleneros del siglo XIX; llamándola Cape Huntress por de la goleta estadounidense Huntress. Fue nuevamente cartografiada en 1935 por el personal de Investigaciones Discovery del Reino Unido a bordo del RRS Discovery II, y nombrada Harmony por asociación con la caleta Armonía (Harmony Cove). La toponimia antártica de Argentina (de 1970) y Chile (de 1951 y 1974) tradujeron el topónimo al castellano. En 1958 también figuró en Argentina como Cerro Punta Armonía.

## Ecología
Un área de 30,69 km² está protegida desde 1985 por el Sistema del Tratado Antártico. Fue el Sitio de Especial Interés Científico N.º 14 hasta 2002, y desde entonces es la Zona Antártica Especialmente Protegida N.º 133 bajo propuesta y conservación de Argentina y Chile. La ZAEP incluye las puntas Armonía, Inca y Dedo, el hielo contiguo y la zona marina adyacente en la caleta Armonía.

### Fauna

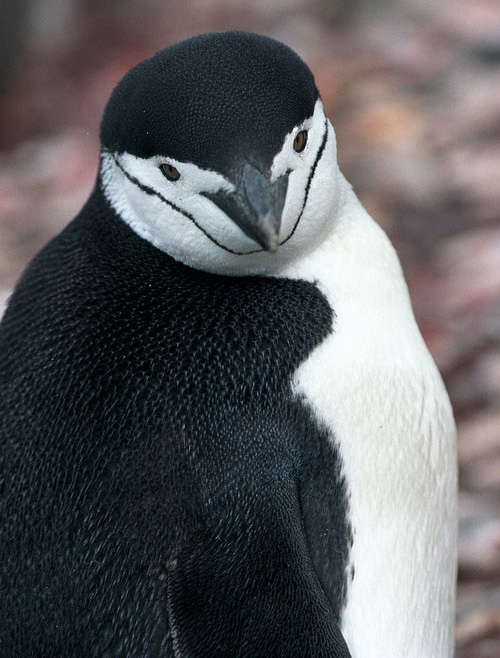
Pingüino barbijo.

3453 hectáreas de la punta han sido identificadas como un área importante para la conservación de las aves por BirdLife International porque cuenta con una gran variedad de aves reproductoras, incluyendo una de las colonias de pingüinos barbijo (Pygoscelis antarcticus) más grandes en la región de la península Antártica con alrededor de 90.000 pares.
Otras aves que anidan en el sitio son pingüinos juanito (Pygoscelis papua, 3300 pares), cormoranes imperiales (Leucocarbo atriceps, 45 pares), paíños de Wilson (Oceanites oceanicus) y paíño ventrinegros (Fregetta tropica, 1000 pares combinados), abantos marinos antárticos (Macronectes giganteus, 485 pares), petreles dameros (Daption capense, 480 pares), págalos subantárticos (Catharacta antarctica, 60 pares), picovainas nivales (Chionis alba, 140 pares), gaviotas cocineras (Larus dominicanus, 130 pares) y charranes antárticos (Sterna vittata, 170 pares).
Además de las aves, se encuentran: focas de Weddell (Leptonychotes weddellii), lobos marinos antárticos (Arctocephalus gazella) y elefantes marinos del sur (Mirounga leonina), quieres frecuentemente aparecen en las playas de la punta con sus crías. Focas cangrejeras (Lobodon carcinophagus) se observan ocasionalmente en los alrededores.

### Flora

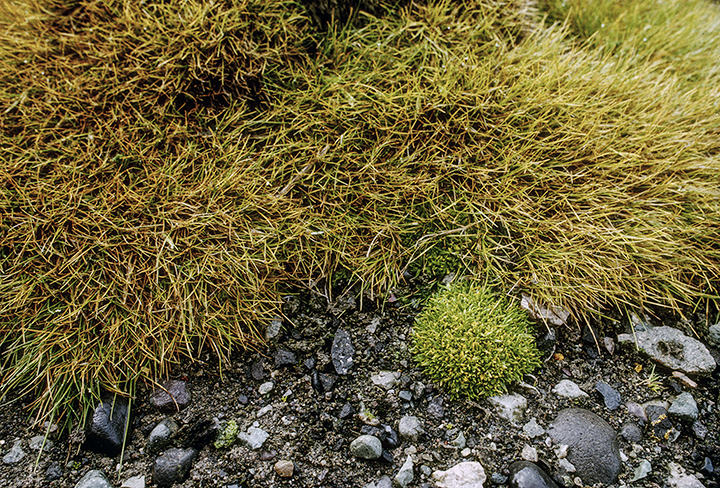
Pasto antártico y clavel antártico.

Su abundante vegetación incluye musgos, líquenes y dos especies de plantas florales: pasto antártico (Deschampsia antarctica) y claveles antárticos (Colobanthus quitensis).

## Reclamaciones territoriales
Argentina incluye a la isla Nelson en el departamento Antártida Argentina dentro de la provincia de Tierra del Fuego, Antártida e Islas del Atlántico Sur; para Chile forma parte de la comuna Antártica de la provincia Antártica Chilena dentro de la Región de Magallanes y de la Antártica Chilena; y para el Reino Unido integra el Territorio Antártico Británico. Las tres reclamaciones están sujetas a las disposiciones del Tratado Antártico.
Nomenclatura de los países reclamantes: 
- Argentina: punta Armonía[9][10]
- Chile: punta Armonía[11]
- Reino Unido: Harmony Point[5]